# 梅德沃代市鎮

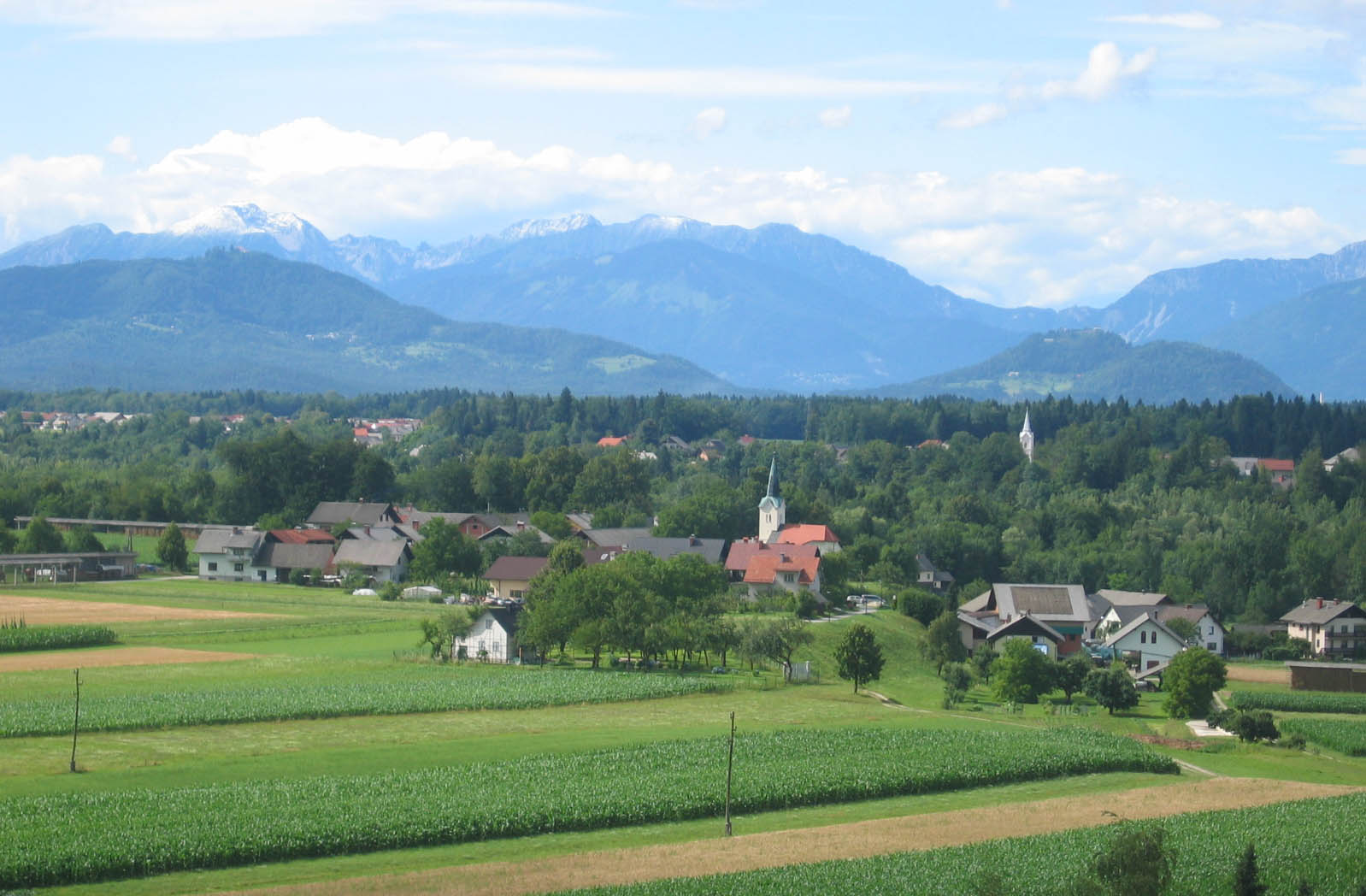

梅德沃代市鎮是斯洛文尼亞中部的一個市镇，行政中心為梅德沃代。距離首都盧布爾雅那12公里，面積77.6平方公里，海拔高度313米，該區的水力發電廠建於薩瓦河，2002年人口14,161。

## 外部連結
- 官方网站  （斯洛文尼亚文）
- Medvode on Geopedia （页面存档备份，存于）